# (28019) Warchal
(28019) Warchal est un astéroïde de la ceinture principale.

## Description
(28019) Warchal est un astéroïde de la ceinture principale. Il fut découvert le 14 janvier 1998 à l'observatoire d'Ondřejov par Lenka Šarounová. Il présente une orbite caractérisée par un demi-grand axe de 2,25 UA, une excentricité de 0,12 et une inclinaison de 4,8° par rapport à l'écliptique.

## Compléments